# Andy Schumacher

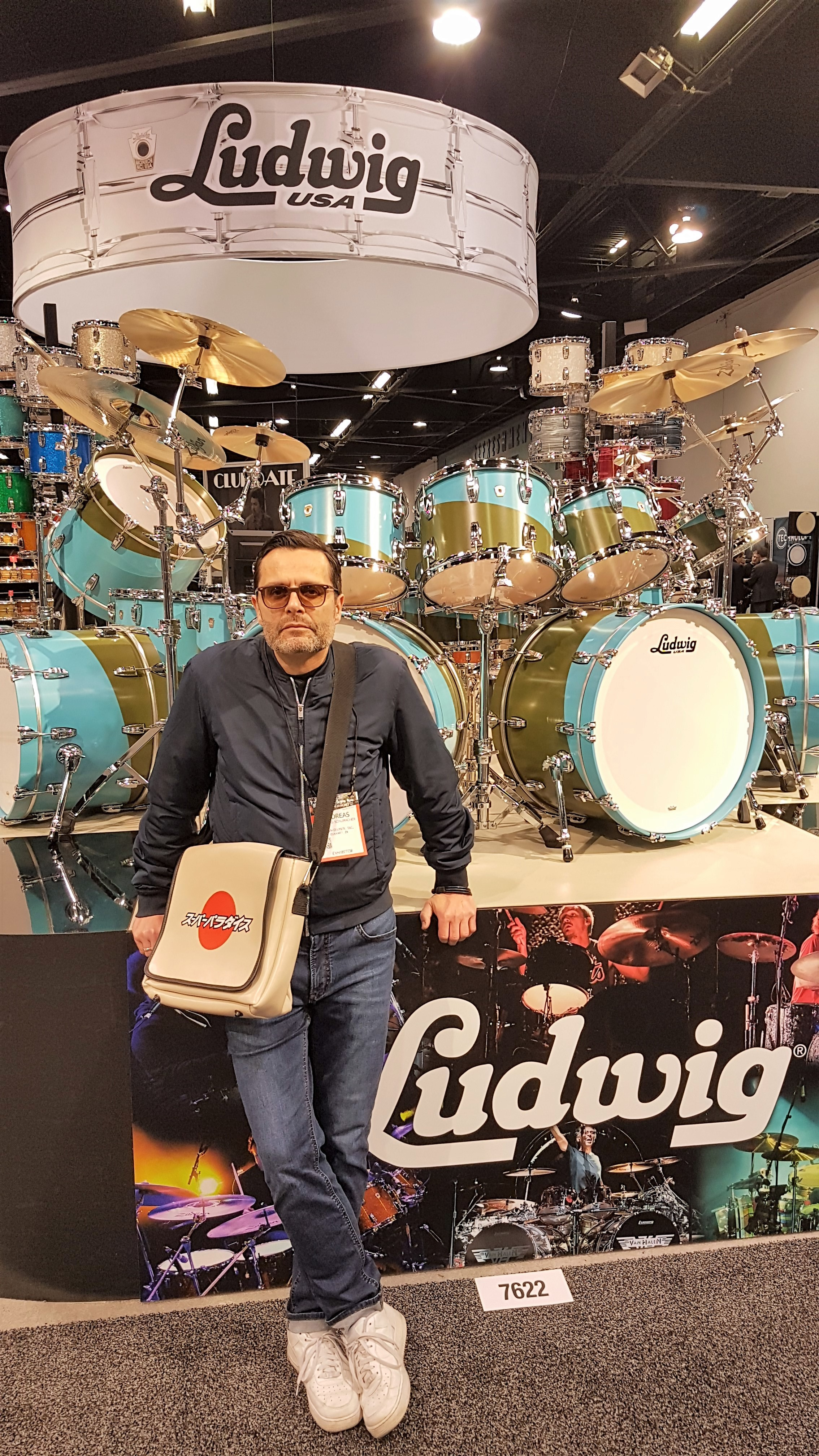
Andy Schumacher (2016)

Andreas „Andy“ Schumacher (* 1962) ist ein deutscher Rock-Schlagzeuger und Darsteller.

## Leben
,Schumacher wuchs in Freiburg auf und lernte im Alter von 14 Jahren Schlagzeug spielen. Schon kurze Zeit später spielte er in verschiedenen Bands. 1982 begann sein dreijähriges Schlagzeugstudium an der Swiss Jazz School in Bern. Nach mehreren musikalisch erfolgreichen Jahren in Freiburg übersiedelte er im September 1997 nach Berlin und gründete die Kreuzberger Drumfactory Schlagzeugschule und den Drumfactory Drumshop. 
Als Schüler spielte Schumacher in mehreren Bands, mit denen er auch in der Schweiz, in Italien und Frankreich auf Tour war. Die erfolgreichste davon war in den späten 1980er Jahren Eat Amps Alive. Als Studiomusiker wirkte Schumacher bei zahlreichen Aufnahmen, Werbespots und Filmmusiken mit. Andere Projekte aus seiner Freiburger Zeit Mitte der Neunziger waren N’Deez Soul, Cécile Verny und Pitchwork. Außerdem spielte er mit internationalen Künstlern Rhonda Smith (USA), Nippy Noya (NL), Kat Dyson (USA) oder Bruce Bowland (USA). In Berlin arbeitete er mit Gordon Raphael (USA), dem Produzenten von The Strokes, stand auf der Bühne mit Ivan Král (CZ) oder Kate Hall (DK) und trat in TV-Shows mit Joe Cocker (GB), Lionel Richie (USA), Karat (D), Suzi Quatro (USA), Gitte (DK), Ricchi e Poveri (I), Andy Borg (AUS), Patrick Lindner (D) oder Michael Holm (D) auf. 2006 begleitete er mit der Berliner Punkband Toxic Lies die Deutschlandtour von Juliette and the Licks (USA), 2007 war er mit der Hardrockband Skew Siskin (D) auf einer Packagetour mit Motörhead und Overkill. International gebucht ist und war er zuletzt bei Jimi Jamison (Survivor), ABBACapella (D), Swede Sensation (D), Discofever (D), Dominoe (D) und der Drummerperformance Drum Connection.
Nach seiner Rückkehr nach Freiburg in 2008 gründete er mit seiner damaligen Frau die Musikschule Wiehrebahnhof (heute Musikwerk), die seit 2017 von 2 ehemaligen Mitarbeitern betrieben wird.
Als Darsteller war Schumacher in diversen Kleinrollen in Film- und Serienproduktionen zu sehen, zum Beispiel in Serien wie Gute Zeiten, schlechte Zeiten, Wege zum Glück oder Schmetterlinge im Bauch, in deutschen Kino- und Fernsehproduktionen wie Der Baader-Meinhof-Komplex sowie in internationalen Kinoproduktionen wie Inglourious Basterds von Quentin Tarantino oder The Invasion mit Nicole Kidman und Daniel Craig.
Andy Schumacher lebt in Freiburg und führt hier die Schlagzeugschule STUDIO WIEHRE.